# Tuffi ai XVII Giochi asiatici - Trampolino 3 metri femminile
La competizione dei tuffi dal trampolino 3 metri femminile dei XVII Giochi asiatici si è disputata il 2 ottobre 2014 presso il Centro Acquatico Munhak Park Tae-hwan, di Incheon, in Corea del Sud. La gara si è svolta in un turno nel quale ogni atleta ha eseguito una serie di cinque tuffi.

## Programma
| Data           | Ora (UTC+9) | Turno  |
| -------------- | ----------- | ------ |
| 3 ottobre 2014 | 14:00       | Finale |

## Risultati
| Class   | Atleta           | Nazione       | Tuffi | Tuffi | Tuffi | Tuffi | Tuffi | Totale |
| Class   | Atleta           | Nazione       | 1     | 2     | 3     | 4     | 5     | Totale |
| ------- | ---------------- | ------------- | ----- | ----- | ----- | ----- | ----- | ------ |
| Oro     | He Zi            | Cina          | 75.00 | 72.00 | 75.00 | 75.95 | 76.50 | 374.45 |
| Argento | Wang Han         | Cina          | 70.50 | 72.00 | 70.50 | 71.30 | 75.00 | 359.30 |
| Bronzo  | Cheong Jun Hoong | Malaysia      | 63.00 | 70.00 | 72.00 | 52.50 | 69.60 | 327.10 |
| 4       | Sayaka Shibusawa | Giappone      | 54.00 | 49.50 | 55.80 | 66.00 | 63.00 | 288.30 |
| 5       | Ng Yan Yee       | Malaysia      | 67.50 | 40.30 | 58.50 | 54.00 | 67.50 | 287.80 |
| 6       | Kim Su-ji        | Corea del Sud | 54.00 | 56.70 | 53.20 | 56.00 | 52.20 | 272.10 |
| 7       | Minami Itahashi  | Giappone      | 67.50 | 64.50 | 58.50 | 31.50 | 48.05 | 270.05 |
| 8       | Kim Chae-hyeon   | Corea del Sud | 49.20 | 61.60 | 61.60 | 44.55 | 52.80 | 269.75 |
| 9       | Choi Sut Ian     | Macao         | 54.00 | 54.00 | 52.50 | 52.50 | 56.55 | 269.55 |
| 10      | Lo I Teng        | Macao         | 46.80 | 67.50 | 60.00 | 40.50 | 48.00 | 262.80 |
| 11      | Sharon Chan      | Hong Kong     | 57.60 | 52.65 | 33.60 | 49.00 | 50.40 | 243.25 |
| 12      | Myra Lee         | Singapore     | 46.80 | 48.60 | 43.40 | 42.00 | 43.20 | 224.00 |